# NeverDead
NeverDead es un videojuego de disparos en tercera persona programado por Rebellion Developments y publicado y distribuido por Konami para PlayStation 3 y Xbox 360. Fue puesto a la venta el 31 de enero de 2012 en Estados Unidos, el 2 de febrero en Japón y el 3 de febrero en Europa.

## Jugabilidad
El protagonista es un ser inmortal, capaz de sobrevivir teniendo lesiones muy graves. Sin embargo, si el personaje recibe mucho daño perderá las partes de su cuerpo poco a poco y tendrá que recoger los miembros retirados o esperar para poder regenerarlos. Cuando sólo quede la cabeza, el "personaje" se moverá rodando, momento en el que es vulnerable, porque unos enemigos denominados "GrandBaby" podrán devorar la cabeza, lo que provocará la aparición de un pequeño minijuego. Si se gana, el monstruo será destruido, pero por el contrario si se pierde, el jugador perderá la partida. El jugador puede demoler algunas partes de los escenarios en los que se desarrolla la acción, lo cual es muy útil para descubrir zonas ocultas o cuando los enemigos se encuentran cerca, porque a ellos les causará daño, pero al jugador no. La jugabilidad también posee elementos de puzle. Una compañera femenina llamada Arcadia se encarga de ayudar al jugador durante la mayor parte del tiempo. Sin embargo, ella no es inmortal, de modo que el jugador debe recibir daño para protegerla.

## Trama
- El jugador encarnará a un cazador de demonios, mitad humano, mitad demonio, llamado Bryce, quien fue maldecido con la inmortalidad hace quinientos años por el Rey Demonio Astaroth luego de haberlo enfrentado. Ahora, en los tiempos modernos, él destruye a los demonios por dinero y venganza. Continúa sus aventuras de caza con una investigadora privada de nombre Arcadia, con el fin de detener una invasión demoníaca que comienza a destruir la ciudad. Se revela posteriormente que dicha invasión obedece a la re-aparición del Rey Demonio Astaroth

## Sinopsis
Bryce aparece por primera vez junto a su esposa Cypher, desafiando a Sangría en nombre de su honor como cazador de demonios y de su familia. El demonio afirma que su alma tiene un color rosa salmón, y explica que su especie es capaz de probar el color del alma humana. Bryce ataca a la sangría y se inicia una feroz batalla en la que el cazador de demonios derrota a su enemigo. 500 años después, el ahora inmortal Bryce es despertado por su teléfono celular, que marca la quinta llamada perdida de su nueva pareja, Arcadia Maximille . Después de admirar la cartelera de la estrella del pop Nikki Summerfield. "Pharaoh Love", que se encuentra en su cama, y en ese momento Arcadia dispara a través de la cerradura de la puerta, una de las balas golpea a Bryce en la cabeza y entra, diciéndole que se levante y patee una botella de cerveza. a él. Mientras los dos salen del departamento de Bryce, él solicita su pago, y ella le recuerda la factura que había acumulado en la última misión al destruir la entrada del departamento de bomberos.
- Asilo

Llegan a un manicomio abandonado , donde cierta pareja había denunciado la aparición de un monstruo, contra el cual la policía no tuvo ningún efecto. Mientras los dos avanzan por el asilo, Bryce y Arcadia luchan contra los cachorros y las cucharas , llegando a un lugar en el que se ve al monstruo mencionado anteriormente. Según Arcadia, es una espada de espada , y Bryce dice que deberían ir tras ellos, pero los cazadores de demonios son atacados con cucharas y cachorros, así como con matrices . Después de entrar en el edificio en el que se veía la espada, Grandbaby se introducen, y Bryce se abre camino en el ascensor que lleva a los cazadores de demonios al área desde donde se originó la lectura del demonio. En el área, el jefe, llamado "SwordPig" es combatido y derrotado. SwordPig sobrevive a su derrota, atacando a Arcadia antes de que Bryce pudiera reaccionar, pero ella se salva con la llegada de su compañero Alex , que usa sus cuchillos para acabar con el demonio. Cuando se le preguntó acerca de su nuevo compañero, Alex afirma que fue golpeado por un cuchillo perdido y que murió, y a Bryce le sorprende que fuera la tercera vez que mató "involuntariamente" a un compañero. Se revela que Alex también era un inmortal , y que la sangre de Bryce tenía rasgos curativos. Los dos dejan entonces el asilo.
- Museo

En la sede de NADA, Bryce y Arcadia son alabados por su jefe Sullivan , cuando este último recibe una llamada, y le dice al dúo que se vio a más demonios en el museo donde Nikki Summerfield estaba a punto de actuar. Los cazadores de demonios se abren camino en los terrenos del museo después de darse cuenta de que la salida principal estaba bloqueada, planeando rescatar a los civiles que todavía estaban atrapados con los demonios allí. Los pajaritos se presentan brevemente después de la batalla del patio contra demonios menores conocidos, y Bryce usa sus habilidades para entrar al edificio, donde Arcadia lo estaba esperando después de usar una entrada lateral. Después de algunos combates, Arcadia advierte a Bryce de un inflador, y otra batalla comienza en la sala principal en el Bloque 1. Según la inteligencia de NADA, el gran demonio estaba causando estragos en el Bloque 4, y los cazadores de demonios se dirigen allí. Bryce luego se encuentra con el inflador, luchando contra él como un miniboss para proteger a los sobrevivientes humanos. Luego se abre camino a través de la exposición acuática, llegando al Bloque 5. Allí, Bryce encuentra a Nikki tratando de defenderse contra los cachorros, salvándola al deshacerse rápidamente de los demonios menores y atacando una nueva ola de cucharas. Bryce encierra a Nikki en un sarcófago decorativo, diciendo que volvería por ella una vez que haya terminado, y que vuelva a su camino hacia el Bloque 4. En la exposición egipcia del Bloque 3, Bryce lucha contra más demonios, y se presenta otro tipo de enemigo, el Cachorro acorazado, luchó como otro miniboss.
En el Bloque 4, se ve a Sangría regañando a sus subordinados por atacarla, ya que les había ordenado que se centraran en el Bloque 5, revelando que en realidad estaban detrás de Nikki, abandonando el lugar porque no quería que Asmodaí se llevara todo el crédito. su misión Bryce se involucra con QuadJaw una pelea de jefes, siendo arrojado a través de la pared y de vuelta al Bloque 1. Después de la pelea de jefes, se revela un poco más de sangría, la pelea de Bryce y Cypher hace 500 años, cuando los cazadores de demonios lo derrotan y le cortan el dedo, lo que incita Él a huir, seguido por la pareja. De vuelta al presente, Bryce libera a Nikki, quien amenaza con demandarlo con incredulidad, ya que pensaba que alguien tan famoso como ella nunca tendría que pasar por algo así. Bryce la lleva al departamento de policía, declarando que está en OPHS y diciéndoles que Nikki era un ladrón a quien había atrapado robando su billetera, probablemente para darle una lección, observando cómo los oficiales buscaban en sus bolsillos. El cazador de demonios había plantado su billetera en sus bolsillos, dejándola en manos de los policías, en la que ella, irónicamente, lo maldice por toda la eternidad.
- Estación de policía

Se descubre otra parte del pasado de Bryce, cuando él y Cypher llegan al centro de la guarida de Astaroth , donde se revela que el demonio había estado interactuando con los humanos durante al menos 2 000 años. Astaroth advierte a los cazadores de demonios que, en la condición actual de Cypher, no tenían ninguna posibilidad contra él, y que tenía planes para ella, que le daban a la pareja la última oportunidad de rendirse, en la que el médium indica que serían asesinados de todos modos. Con su Hoja de Mariposa encantada por Cypher, Bryce se enfrenta a Astaroth, y el flashback termina. En el presente, Bryce fuma y bebe en un bar, viendo las noticias de que varias explosiones devastaron el segundo piso de Precint 21.(La ubicación actual de Nikki). No le toma mucho tiempo recibir una llamada de Arcadia, quien le dice que se encuentre con ella en la estación de policía. Una vez en Precint 21, los cazadores de demonios se abren camino dentro del edificio, evitando los incendios que lo queman a gran velocidad. Después de luchar mucho contra oleadas de demonios menores, el dúo logra encender la estación, bajando a los pisos subterráneos y buscando a Nikki allí. La encuentran encerrada después de que la mayor parte de la fuerza policial se hubiera escapado, comenzando la búsqueda del control de las celdas y liberando al cantante. Está rodeada de cachorros, le han echado un celular a Arcadia y Bryce le dice que corra, a lo que ella obedece después de darse cuenta de que era eso o enfrentarse a los demonios.
En la estación de tren no tripulado, la Nikki corriendo es emboscada y se enfrenta a un Panda Bear , siendo rescatado por Bryce y Arcadia. El demonio es derrotado en una pelea de jefe, y el camino a Nikki está bloqueado por un tren, que los cazadores de demonios necesitan para moverse. Después de mover el tren, muchos birdies atacan a Bryce y Arcadia, y pronto se les unen enemigos más pequeños. Después de abrirse camino a través de las hordas de enemigos en las vías, llegan a la ubicación de Nikki, luchando contra una nueva ola de demonios. Bryce salta al ascensor donde estaba Nikki, lo que provocó que colapsara con los dos y causó una explosión.

## Personajes
- Bryce Boltzmann - Bryce es un cazador de demonios que en el pasado sirvió a la justicia por su honor y el de toda su familia. Fue maldecido con inmortalidad hace quinientos años. después de la derrota contra Astaroth, el Rey de los Demonios con quien luchó y perdió Luego de la muerte de su esposa ha pasado medio milenio en desesperación. Su inmortalidad se debe a que el Rey de los Demonios le puso una maldición en el ojo derecho condenándole a ser un demonio en cuerpo pero con mente humana; Desde entonces ha cazado demonios por dinero y venganza, a menudo utilizando su propia habilidad para quitar y volver a colocar sus miembros a su propio beneficio. es el protagonista principal del juego, Fue contratado por la Agencia Nacional Anti Demonio (N.A.D.A -  Por su traducción en inglés) Ha sido conocido por entrar en percances cómicos con los personajes a lo largo del juego y ahora en tiempos modernos está acompañado por una investigadora privada mujer llamada Arcadia; a la que le cuenta sus "historias divertidas" mientras trata de pelear contra las fuerzas demoníacas que han invadido el mundo humano.

- Cypher Boltzmann - Cypher era la esposa de Bryce una mujer gentil, muy cortes,  Fue antes de su muerte una "Médium" (una persona a la que se considera dotada de facultades paranormales de percepción extrasensorial) y a la vez una cazadora de demonios, podía lanzar hechizos para encarnar demonios de clase alta y manifestarlos en el plano astral y con ellos ayudar al cazador a destruirlos. Perdió su vida tratando de salvar a Bryce en la batalla que este mantenía contra Astaroth, el Rey de los Demonios hace 500 años.

- Arcadia Maximille  - Arcadia es una investigadora que se unió a N.A.D.A. debido a sus excelentes capacidades físicas. Su trabajo es administrar cazadores de demonios (como Bryce) y eliminar encubiertamente los demonios que aparecen en la ciudad. Ha demostrado ser (por lo menos) algo capaz por su propia cuenta en una pelea. Debe lidiar con su disciplina nula, fría y metódica durante misiones y no tiene ningún interés humano en Bryce, pero desarrollará una relación profunda con él durante la historia del juego.

- Nikki Summerfield - Es una Cantante y Estrella Pop que aparece en varias escenas del juego. Primero en el museo donde es atacada por los demonios, que son exterminados más adelante por Bryce y luego en la Comisaría donde los Demonios vuelven a atacarla, y esto es porque (Según Arcadia) la primera "Médium" que aparece en 500 años, desde la muerte de la esposa de Bryce, Cypher.

- Alex - Es un cazador de Demonios como Bryce pero sus acciones tienen varios problemas; tiende a trabajar solo. Se dice que es inmortal; similar a Bryce, pero no un inmortal completo. Él indicó a Arcadia, (luego de que esta lo interrogase), que todos sus compañeros mueren "accidentalmente" por su propia mano al atravesarse por delante de él cuando arroja sus cuchillos a sus enemigos, En el Clímax del Juego, se revela que traicionó a N.A.D.A. y se unió a Astaroth ya que este le prometió ser un inmortal completo por lo que se enfrenta de forma dramática a Bryce con la intención de hacerle entender que solo puede existir un Inmortal en el mundo y ese debe ser, Él.

- Sullivan - Es el jefe de N.A.D.A (Agencia Nacional Anti Demonio) . Un hombre imponente, da muchas explicaciones a Bryce y Arcadia sobre como derrotar a los demonios que han invadido la ciudad; Es un hombre de confianza de su personal. Se revela posteriormente que es un Demonio de nombre Asmodaí que mantenía vigilado a Bryce desde que este se volvió inmortal por órdenes de Astaroth y que deseaba hacerse con el poder de Nikki Sumerfield para sus propios fines .

- Sangría - Sangría es un demonio que trabaja para Astaroth . Luchó contra Bryce 500 años atrás, y durante la batalla, perdió el dedo índice de la mano izquierda, tiene algunos aspectos egocentristas sobre sí mismo. Por lo menos él, (aunque afirma que todos los demonios), puede probar el alma de una persona. Fue el Primero luchar contra Bryce, primero durante los créditos de apertura y posteriormente en el Museo donde se revela que fue el quien envió a los Demonios a asesinar a Nikki en el museo por órdenes de Astaroth.

- Astaroth - El antagonista principal del juego. Astaroth es el Rey de los Demonios que asesinó a la esposa de Bryce. Mientras que Bryce estaba horrorizado por el asesinato, (Y como castigo a su insolencia al enfrentarlo) le arrancó uno de sus ojos y lo maldijo con la inmortalidad. Astaroth es el responsable de la invasión demoníaca en la ciudad.

- N.A.D.A (Agencia Nacional Anti Demonio) - Es la agencia para la que trabajan Bryce, Alex, y Arcadia; su director y jefe es Sullivan quien es el encargado de supervisar las acciones de sus agentes. El lema de la agencia es "working together for a best future (Trabajando juntos para un mejor futuro)".

## Demonios
- Wombs

Son un demonio del tipo Matriz  que aparece en el juego, justo al principio. Si bien ellos no pueden atacar  a Bryce,  generan otros demonios (como Puppys y Spoons) que si lo harán. Las matrices están inmóviles, lo que las convierte en un blanco fácil. Cuando se juega hay que eliminarlas primero que a los demás ya que si no se hace, engendrarán enemigos infinitamente a menos que sean derrotados.  Las pústulas brillantes amarillas alrededor de la base de la matriz son puntos débiles.
- Gray Wombs

Son idénticas a las matrices del juego solo que estas no pueden destruirse ni con la espada, ni con las armas, aparecen en la fase final del juego “Nido del demonio”
- Puppys

Es un demonio con apariencia de Perro, con una cabeza enorme y una mandíbula cubierta de Dientes. Son muy ágiles, pudiendo arrancar los brazos, las piernas o la cabeza del jugador en un solo ataque por individuo. Para persuadirlos, el jugador debe arrancarse un brazo y arrojárselos a ellos, quienes inmediatamente irán a buscarlo. Aparecen por primera vez en el Asilo, hasta el final de todo el juego.
- Puppys Blindados

Poseen las mismas características que los anteriores, salvo a que estos son de mayor tamaño y poseen una especie de coraza alrededor de su cuerpo que los vuelve más resistentes a los ataques.
- Puppys de Fuego

Son idénticos a los Puppys Blindados con la gran diferencia de que estos parecen poseer fuego en su interior, y si se les destruye estando muy cerca de ellos estallaran y harán que el jugador salga desmembrado.
- Spoon

Son un tipo de demonio de apariencia algo extraña; cabeza en forma de hacha y 3 patas de color rojo, se les ve por primera vez en el asilo. Los Spoons son inmunes a las municiones estándar, lo que hace que las armas de fuego sean inútiles contra ellas. Deben ser matados usando la Espada.
- Spoons Sierra

Son similares a los Spoons comunes, con la diferencia de que son más resistentes a los ataques con la espada, tienden a defenderse de ella colocando su cabeza de forma horizontal permaneciendo inmóviles mientras son atacadas por el jugador, cuando comúnmente la usan de forma vertical y solo la arrojan horizontalmente cuando atacan 
- Birdy

Es un demonio volador similar a un francotirador, de apariencia casi humanoide salvo por la cabeza, la cual es la mitad de una escultura de un querubín. Está provisto de alas parecidas a las de los murciélagos, y en sus patas poseen en lugar de pies, unos rifles. Usan un láser para apuntar y disparar a sus víctimas desde lejos. Como a menudo están fuera de alcance, el mejor método para derrotarlos es usar armas de fuego. 
- Panda Bear

El Panda Bear es un demonio muy fuerte que aparece en el segundo nivel del juego, su apariencia es gigantesca y posee un brazo enorme semejante a un hueso, el cual esta vendado y cubierto por mini estatuas de querubines, su punto débil radica en su rostro.
- GrandBaby

Un Grandbaby es un demonio que aparece en NeverDead . Aunque no te atacan durante la batalla, los Grandbaby´s son los únicos enemigos que pueden derrotar permanentemente a Bryce y activar la pantalla "Game Over" haciendo que el jugador pierda la partida lograda y haciéndolo regresar hasta el punto de control anterior. Cuando reducen el cuerpo de Bryce a una cabeza, pueden inhalarla y desencadenar un evento de tiempo rápido. Si el jugador falla este evento, Bryce sea digerido para siempre en el estómago del  Grandbaby, finalizando así el juego. Las otras extremidades de Bryce también pueden ser inhaladas por Grandbabies, pero simplemente pueden ser regeneradas. Los Grandbabies  pueden ser derrotados usando cualquier medio de ataque.
- Squash

Los Squash son un tipo de demonio aparecidos en el nivel 3 en la ciudad, cuando Bryce se dirige a encontrarse con Arcadia y Nikki en la Iglesia, su apariencia es tosca, teniendo los brazos redondeados a manera de ruedas con los cuales giran, saltan y se arrojan sobre su oponente, sus patas son cortas y pegadas al cuerpo el cual es la cabeza..

## Desarrollo
El videojuego fue dirigido por Shinta Nojiri, y desarrollado por Rebellion Developments.

## Banda sonora
El tema principal del juego se titula Never Dead y es interpretada por el grupo Megadeth. El resto del score musical fue compuesto por el artista británico Mark Rutherford.